# どうしても触れたくない
『どうしても触れたくない』（どうしてもふれたくない）は、ヨネダコウによる日本のボーイズラブ漫画作品。『CRAFT』（大洋図書）にて2007年Vol.31から2008年Vol.36まで連載された。単行本は全1巻。スピンオフに『それでも、やさしい恋をする』が全1巻、大洋図書より発行されている。

## あらすじ
新しい職場に初めて出社した日、嶋はエレベーターで上司となる外川と出逢う。前の職場でゲイと噂され、恋人から手酷い扱いを受けた過去から、傷つく事に臆病な嶋だったが、無遠慮に見えて気遣いを忘れない外川に徐々に惹かれ、一線を越えてしまう。関係が続く中、辛い過去を持ちながらもポジティブに生きる外川に、惹かれつつも素直になれない嶋は、外川が本社に栄転が決まったことで別れを決意する。

## 登場人物
声はドラマCD版、演は映画版。
嶋俊亜紀（しま としあき）
声：野島健児/演:米原幸佑
26歳、NEXT社システム課所属の会社員。神奈川県出身。身長167cm。血液型A型。
ゲイ。無口で無愛想で根暗。毒舌かつ素直。勤務態度は真面目で仕事の知識も豊富。タバコとアルコール（特にビール）の匂いが嫌い。緊張すると饒舌になる。結構泣き虫。魔性のノンケキラー（小野田談）。普段は無表情ながら、恋愛ごとに関しては顔に出やすい。
外川との出会いは、エレベーター内で二日酔いの匂いをまき散らされる最悪なものだったにも拘わらず、その人柄に徐々に惹かれていく。前の職場で同僚の恋人にゲイの噂を流され酷い扱いを受けた事から、人を好きになること、傷つく事に臆病になっている。家族への憧れを持つ外川を好きになることで、自身が傷つくことをひどく恐れている。
外川陽介（とがわ ようすけ）
声：石川英郎/ 演:谷口賢志
29歳、NEXT社システム課課長。北海道出身。身長177cm。血液型O型。
無遠慮で図々しいようで、仕事と気配りの出来る男。酒飲みの愛煙家。よく二日酔いで出勤する。オヤジ臭い言動が多々ある。人並みに女好きのノンケだが、嶋のギャップに落ちて一線を越える。好きな相手には誠実で優しい。7歳の時に父親を交通事故で亡くし、後追い自殺で家に火を放った母親のせいで弟を亡くすが、母と共に生き残る。その生き残った母親は5年間の服役の後、自殺した。それらの過去の辛さを思春期に乗り越え、今では前向きで明るく生きている。
本社に栄転後、嶋に告白（?）をした部下の小野田をある意味警戒している。意外と嫉妬深い。
小野田良（おのだ りょう）
声：森川智之/演:富田翔
28歳、NEXT社システム課所属の会社員→課長（※外川が転勤後）。身長178cm。血液型AB型。
愛想がよく気が回り、偏見がなくフラットな性格。ゲイと知りながらも嶋を陰ながらフォローする。外川の転勤後、落ち込む嶋を元気づける。外川に警戒され憂鬱な日々を送るが、実際に嶋にときめき、ひっそりと失恋する。眼鏡を変えても気付かれない。
金崎（かねざき）
演:入江崇史
NEXT社の部長。外川らの上司。ヘビースモーカー。中一の娘を溺愛している模様。
高田（たかだ）
演:松田祥一
システム課勤務。外川の部下で、嶋の同僚。軽いノリで、バカっぽいタイプ。フェイスエステに行っている。
出口晴海（でぐち はるみ）
声：野島裕史/演:寿里
受、31歳、TAG社勤務（嶋の元職場）の営業社員。小野田の友人。「after 9 hours」「after 10 hours」「色のある世界」「色のある世界2」登場（本編にはエピソードのみの登場）。嶋の元職場での話を、小野田にした人物（?）。童顔で明るくさっぱりとした性格。嶋の元恋人が大嫌い。身長172cm。血液型B型。

## ドラマCD
- 『どうしても触れたくない』[1]
- 『それでも、やさしい恋をする』[2]

## 映画
2014年5月31日公開。キャストについては「登場人物」の項を参照。
当初、渋谷イメージ・フォーラムにてレイトショーの単館上映だったが、2週間連日超満員の好評を受け、上映期間8/1までとレイトショーとしては異例のロングランとなった。
また、大阪 シネ・ヌーヴォ　2014/6/21 - 7/11、7/19 - 7/25、8/16 - 8/29、名古屋 シネマスコーレ2014/8/2 - 8/22、京都 立誠シネマ2014/8/9 - 8/22と上映地域も拡大され、いずれも当初の予定よりも上映期間延長されるヒット作となった。
2014年9月17日発売の映画DVDは2014年09月15日 - 2014年09月21日のオリコン週間DVD映画チャートで第1位獲得。
2014年12月13日(土) - 19日（金）第4回愛媛LGBT映画祭2014にて上映。
2015年4月1日「ちるちる『BL AWARD 2015』新ドラマランキング1位!」　2014上映作品中2位以下を大きく突き放し堂々の1位を獲得。
2015年9月5日(土） - 18日(金）　渋谷イメージ・フォーラムにて2週間限定リバイバル上映。
2015年10月3日（土）より　大阪シネ・ヌーヴォにてリバイバル上映。
2015年10月21日（水） - Blu-rayが発売。
2016年2月27日（土） - 3月4日（金）第5回愛媛LGBT映画祭2016にて上映。
2016年3月　台湾で上映。3月4日と5日、台湾台北信義威秀シネマで主演の米原と谷口が登壇する舞台挨拶が行われる予定。

### スタッフ
- 原作 - ヨネダコウ
- 監督 - 天野千尋
- 脚本 - 高橋ナツコ
- 音楽 - SWICH
- 撮影 - 板倉陽子
- 照明 - 松本憲人
- 録音 - 益子宏明
- 編集 - 辻田恵美
- 装飾 - 赤羽千恵
- 助監督 - 松尾大輔
- ラボ - 東京現像所
- プロデューサー - 片山武志、中村美香
- アソシエイトプロデューサー - 松浦朋子、平野宏治
- 製作者 - 小松賢志、磯山敦
- 製作委員会メンバー - 日本出版販売、ポニーキャニオン
- 配給 - 日本出版販売

## 収録作品

### どうしても触れたくない
- どうしても触れたくない
- 週末（描き下ろし）
- 小野田課長は憂鬱（描き下ろし）
- 夜明け前（描き下ろし）

### それでも、やさしい恋をする
- after 9 hours（2008年10月）
- after 10 hours（2009年3月）
- 色のある世界（2009年5月）
- 色のある世界2（2009年8月）
- やさしいうそはみのらない（2013年10月）

## 書誌情報
- ヨネダコウ『どうしても触れたくない』大洋図書〈ミリオンコミックス CRAFT SERIES〉、2008年9月15日発行（9月1日発売[4]）、ISBN 978-4-8130-5147-3
- ヨネダコウ『それでも、やさしい恋をする』大洋図書〈H&C Comics/CRAFTシリーズ〉、2014年4月1日発行（同日発売[5]）、ISBN 978-4-8130-3045-4